# 謝苗·謝緬琴科
謝苗·伊霍羅維奇·謝緬琴科（羅馬化：Semen Ihorovych Semenchenko；1974年6月6日—），俄羅斯裔烏克蘭公众、军事和政治人物，曾于2014年至2019年間担任乌克兰最高拉达代表、乌克兰最高拉达国家安全和国防委员会第一副主席以及顿巴斯营的指挥官兼创始人，该营是驻扎於第聂伯罗彼得罗夫斯克州及顿涅茨克州的领土防御营。